# Bò Pantanal
Bò Pantaneiro là một giống bò từ vùng Pantanal của Brazil, nơi nó đã được nuôi dưỡng hơn ba trăm năm. Giống bò này được coi là có nguy cơ tuyệt chủng.

## Lịch sử
Pantaneiro có nguồn gốc từ bò mà người Tây Ban Nha mang đến châu Mỹ bởi những người chinh phục tại thời điểm nơi đây là thuộc địa, thuộc lưu vực Río de la Plata và đã được nuôi dưỡng ở đó hơn ba trăm năm.:1610 Từ thế kỷ thứ mười tám, giống bò này chịu ảnh hưởng của các giống gốc Bồ Đào Nha như Curraleiro và Franqueiro. Các nghiên cứu DNA đã chỉ ra rằng đã có sự lây nhiễm của giống thông qua việc sử dụng bò đực giống bò zebuine được đưa vào vùng Pantanal trong thế kỷ XX; ảnh hưởng của bò zebu đã được loại trừ, vì DNA ti thể đã được tìm thấy là hoàn toàn bò taurine.:1610
Pantaneiro là giống chính của Pantanal trong nhiều thế kỷ. Nó được coi là có nguy cơ tuyệt chủng.:67 Vào năm 2003, số lượng bò giống này được báo cáo là dưới 1000 con.

## Đặc điểm
Pantaneiro là một giống bò có kích thước nhỏ; lớp lông ngắn, màu nâu hoặc nâu đỏ, có xu hướng sáng màu hơn ở lưng.:1610 Nó phù hợp với điều kiện khí hậu khắc nghiệt của vùng Pantanal, được đặc trưng bởi cao nhiệt độ và thời gian cả lũ lụt và độ ẩm cao, và hạn hán. Bò giống này tuy hơi thô kệch nhưng khỏe mạnh, có khả năng sống sót trong thời kỳ khan hiếm thức ăn, và cũng có khả năng kháng bệnh.:2